# Tenuibiotus
Genre
Tenuibiotus est un genre de tardigrades de la famille des Macrobiotidae.

## Liste des espèces
Selon Degma, Bertolani et Guidetti, 2013 :
- Tenuibiotus bondavallii (Manicardi, 1989)
- Tenuibiotus bozhkae Pilato, Kiosya, Lisi, Inshina & Biserov, 2011
- Tenuibiotus ciprianoi (Guil, Guidetti & Machordom, 2007)
- Tenuibiotus danilovi (Tumanov, 2007)
- Tenuibiotus higginsi (Maucci, 1987)
- Tenuibiotus hyperonyx (Maucci, 1983)
- Tenuibiotus hystricogenitus (Maucci, 1978)
- Tenuibiotus kozharai (Biserov, 1999)
- Tenuibiotus mongolicus (Maucci, 1988)
- Tenuibiotus tenuiformis (Tumanov, 2007)
- Tenuibiotus tenuis (Binda & Pilato, 1972)
- Tenuibiotus voronkovi (Tumanov, 2007)
- Tenuibiotus willardi (Pilato, 1977)

## Publication originale
- Pilato & Lisi, 2011 : Tenuibiotus, a new genus of Macrobiotidae (Eutardigrada). Zootaxa, no 2761, p. 34-40.